# Bahnhof Ōbu
Der Bahnhof Ōbu (jap. 大府駅, Ōbu-eki) ist ein Bahnhof auf der japanischen Insel Honshū. Er wird von der Bahngesellschaft JR Central betrieben und befindet sich in der Präfektur Aichi auf dem Gebiet der Stadt Ōbu, südlich von Nagoya.

## Verbindungen
Ōbu ist ein Trennungsbahnhof an der Tōkaidō-Hauptlinie, einer der bedeutendsten Bahnstrecken Japans, die Kōbe mit Osaka, Nagoya und Tokio verbindet. Hier zweigt die Taketoyo-Linie nach Taketoyo an der Ostküste der Chita-Halbinsel ab. Beide Linien werden von der Bahngesellschaft JR Central betrieben.
An Werktagen verkehren auf der Tōkaidō-Hauptlinie tagsüber sieben bis acht Züge je Stunde, während der Hauptverkehrszeit bis zu elf. Es gibt drei Gattungen von Eilzügen. Allen gemeinsam ist, dass zwischen Toyohashi und Gifu die Anzahl der Halte variiert (zwischen Gifu und Maibara halten die Züge hingegen an allen Bahnhöfen). Ihre Bezeichnungen lauten „New Rapid“ (新快速, Shin kaisoku), „Rapid“ (快速, Kaisoku) und „Semi Rapid“ (区間快速, Kukan kaisoku). Hinzu kommen Lokalzüge mit Halt an allen Bahnhöfen zwischen Gifu und Toyohashi, wobei etwa die Hälfte in Okazaki wendet. Auf der Taketoyo-Linie verkehren Lokalzüge mit Halt an allen Bahnhöfen im Halbstundentakt zum Bahnhof Taketoyo. Während der Hauptverkehrszeit bieten Eilzüge bis zu dreimal je Stunde umsteigefreie Verbindungen zwischen Taketoyo und Nagoya an.
Auf beiden Bahnhofsvorplätzen gibt es je einen Busterminal mit mehreren Haltestellen, die von zehn Buslinien der Gesellschaften Chita Bus und Ōfu-shi Junkan Bus bedient werden.

## Anlage
Der Bahnhof steht am westlichen Rand des zentralen Stadtteils Chūōchō. Vor dem Hauptausgang im Osten erstreckt sich ein Viertel mit Läden, Rathaus und Hotels; im Westen befinden sich eine Toyota-Automobilfabrik und ein Campus einer Privatuniversität. Die Anlage ist annähernd von Nordwesten nach Südosten ausgerichtet und umfasst 14 Gleise, von denen fünf dem Personenverkehr dienen. Diese liegen an der Ostseite an zwei Mittelbahnsteigen und an einem Seitenbahnsteig, die alle teilweise überdacht sind. Über die Bahnsteige erstreckt sich das Empfangsgebäude in Form eines Reiterbahnhofs. Es enthält Service- und Verkaufseinrichtungen, Ticketautomaten und Bahnsteigsperren. Von dort aus führt eine gedeckte Fußgängerbrücke über die angrenzende Abstellanlage hinweg. Zusammen mit dem Reiterbahnhof bildet sie eine durchgehende Verbindung zwischen dem östlichen und westlichen Bahnhofsvorplatz. Die sieben Gleise umfassende Abstellanlage wird vorwiegend für den Güterverkehr in Richtung der Hafenanlagen an der Kinuura-Bucht verwendet.
Im Fiskaljahr 2019 nutzten durchschnittlich 14.756 Fahrgäste täglich den Bahnhof.

## Bilder

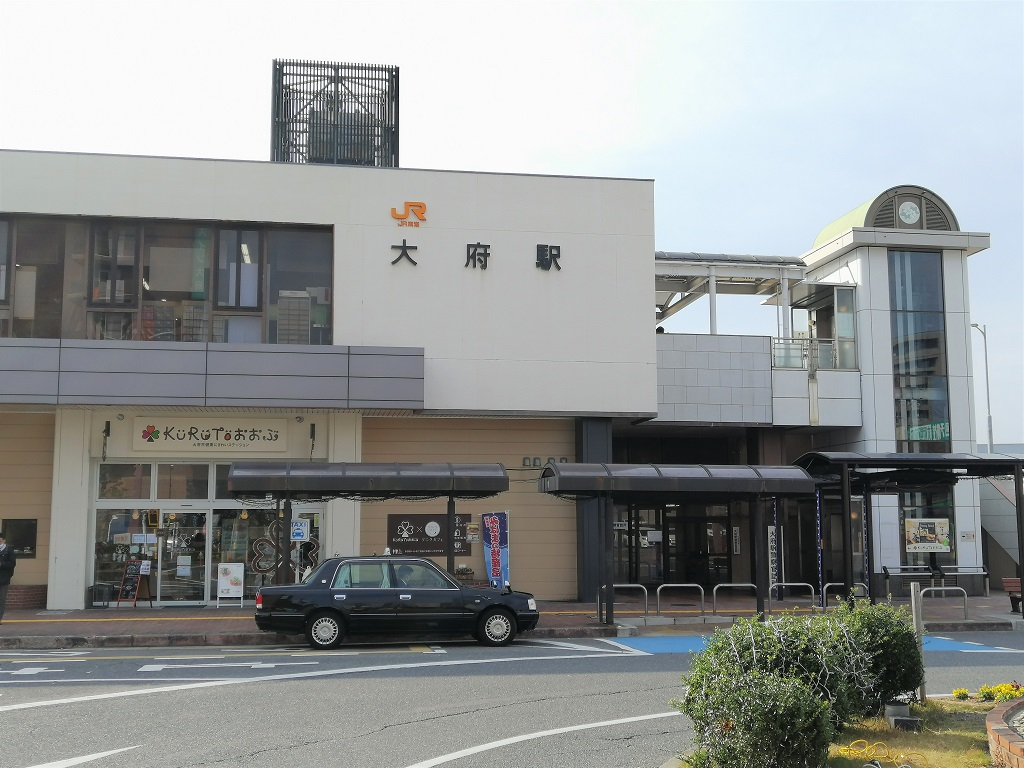
Empfangsgebäude
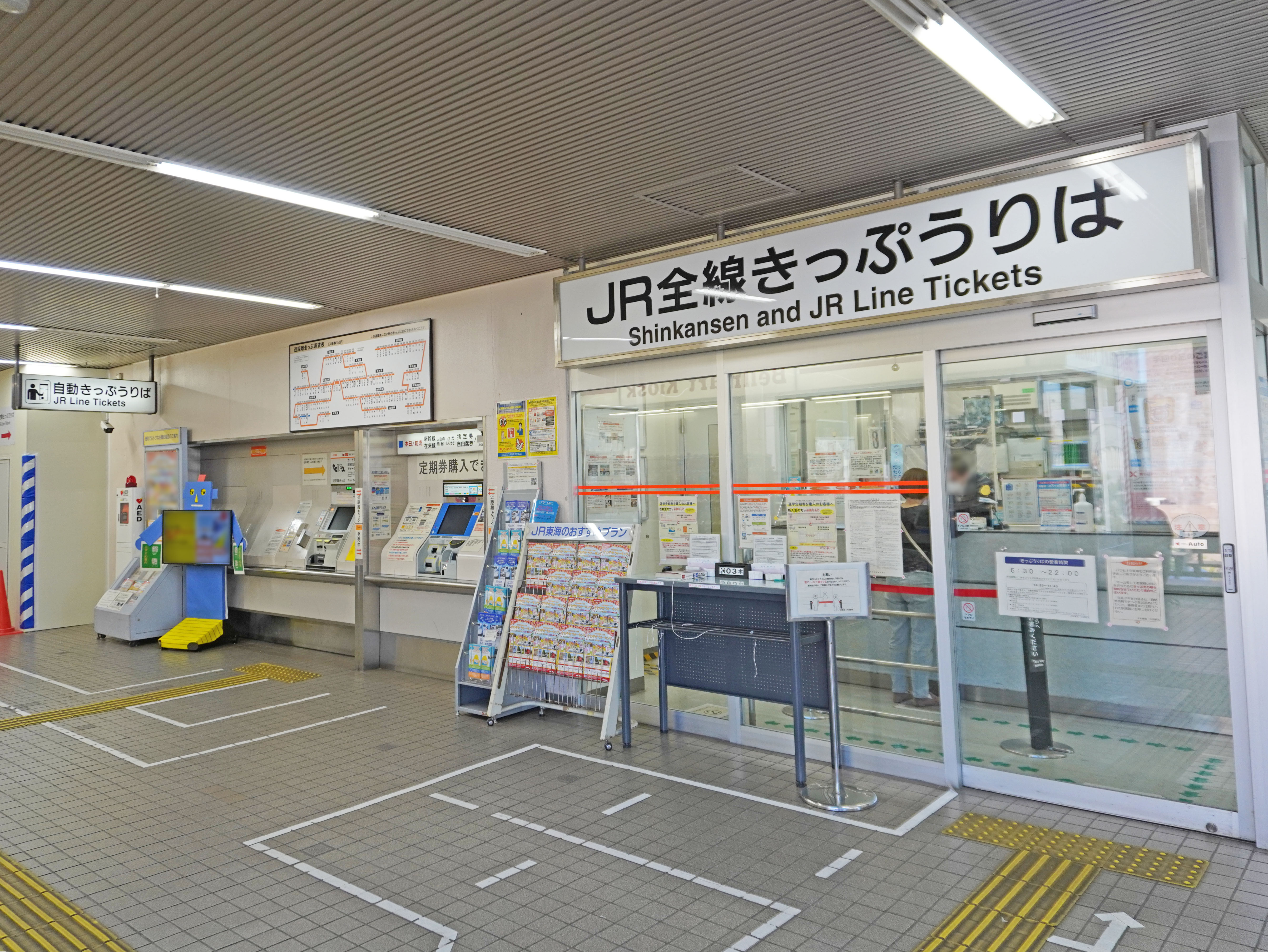
Fahrkartenschalter
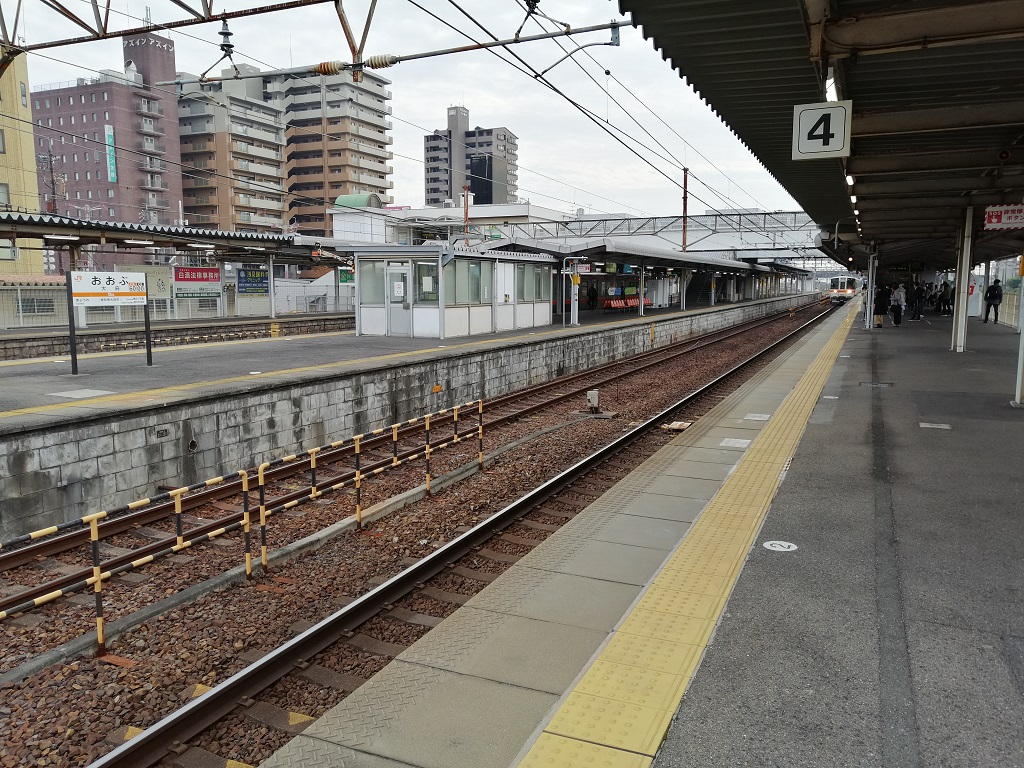
Blick auf die Bahnsteige
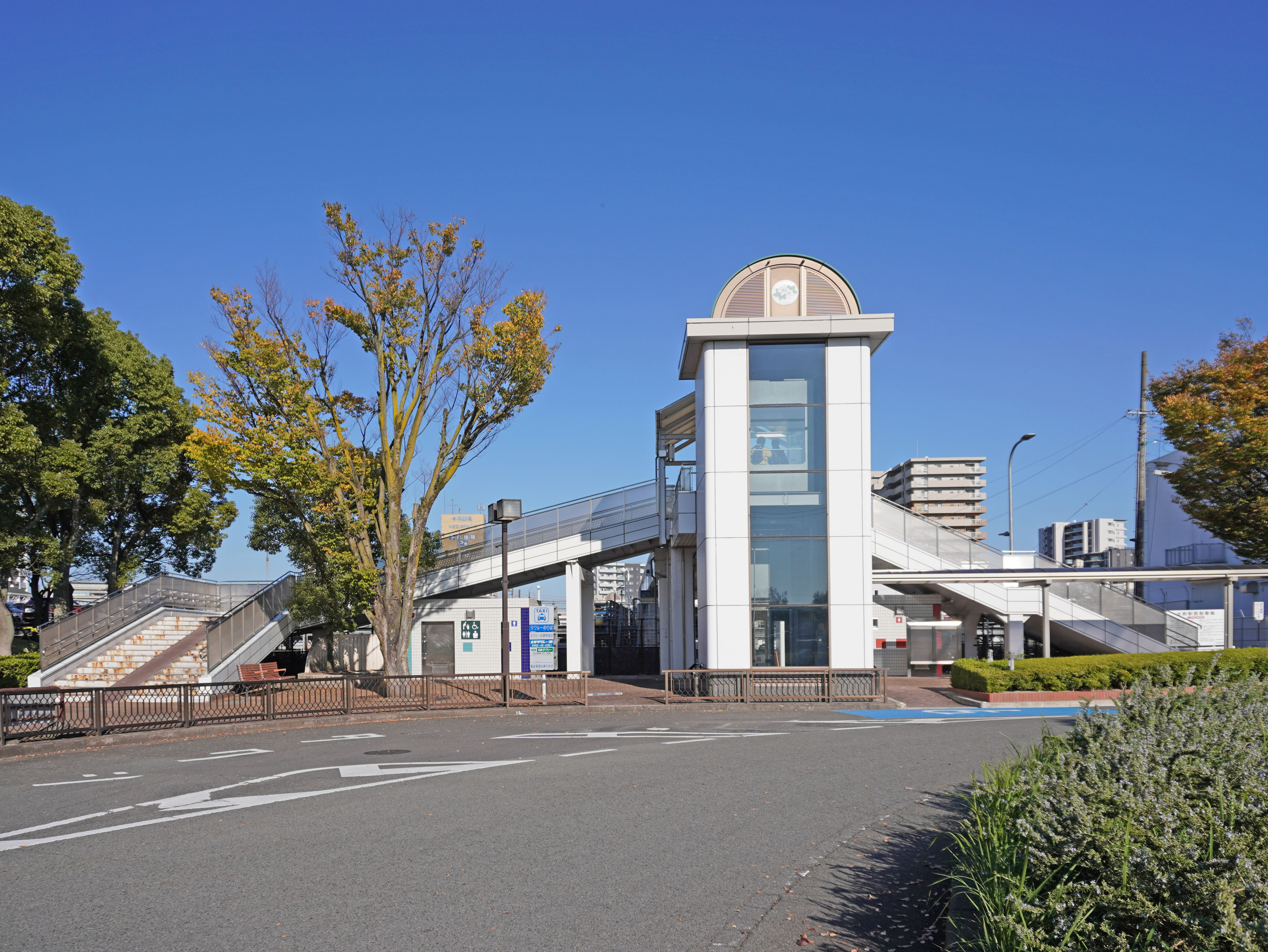
Westeingang
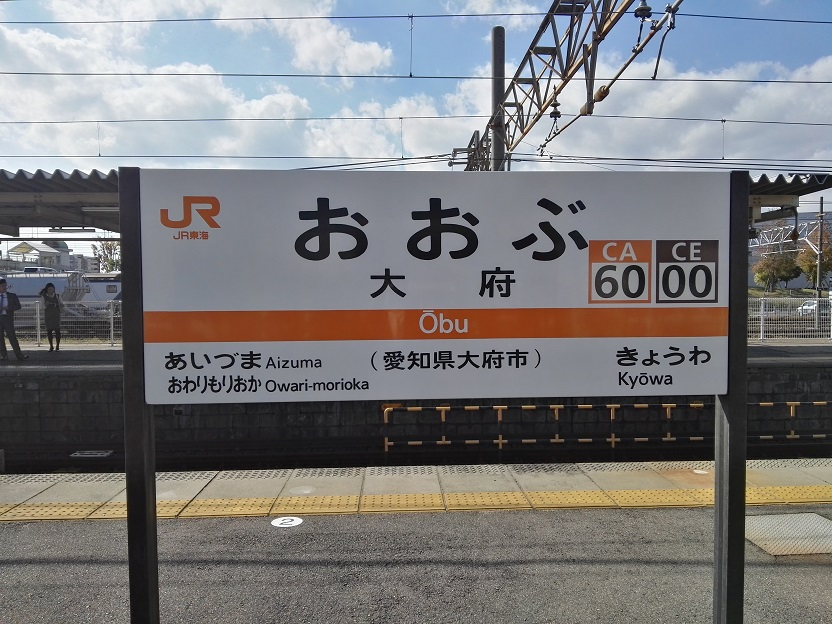
Bahnhofsschild (November 2018)

## Gleise
| 1/2 | ▉ Tōkaidō-Hauptlinie | Okazaki • Toyohashi     |
| 2/3 | ▉ Taketoyo-Linie     | Taketoyo                |
| 3/4 | ▉ Tōkaidō-Hauptlinie | Nagoya • Gifu • Maibara |

Gleis 5 ist ungenutzt.

## Linien
| Verlauf der Tōkaidō-Hauptlinie (Toyohashi–Maibara) |
| --- |
| Toyohashi • Nishi-Kozakai • Aichi-Mito • Mikawa-Ōtsuka • Mikawa-Miya • Gamagōri • Mikawa-Shiotsu • Sangane • Kōda • Aimi • Okazaki • Nishi-Okazaki • Anjō • Mikawa-Anjō • Higashi-Kariya • Noda-Shinmachi • Kariya • Aizuma • Ōbu • Kyōwa • Minami-Ōdaka • Ōdaka • Kasadera • Atsuta • Kanayama • Otōbashi • Nagoya • Biwajima • Kiyosu • Inazawa • Owari-Ichinomiya • Kisogawa • Gifu • Nishi-Gifu • Hozumi • Ōgaki • Tarui • Sekigahara • Kashiwabara • Ōmi-Nagoka • Samegai • Maibara |

| Verlauf der Taketoyo-Linie                                                                                  |
| --- |
| Ōbu • Owari-Morioka • Ogawa • Ishihama • Higashiura • Kamezaki • Okkawa • Handa • Higashi-Narawa • Taketoyo |

## Geschichte
Die Taketoyo-Linie und ein Teil der Tōkaidō-Hauptlinie entstanden gemeinsam, um möglichst große Mengen an Baumaterialien (insbesondere importierte Schienen und Stahlträger) über den nahen Hafen von Taketoyo herbeischaffen zu können. So erfolgte am 1. April 1886 sowohl die Eröffnung der gesamten Taketoyo-Linie als auch des Abschnitts zwischen der späteren Verzweigung und Atsuta südlich von Nagoya. Der noch fehlende Bahnhof Ōbu am Ausgangspunkt der Taketoyo-Linie ging am 10. September 1887 in Betrieb. Knapp ein Jahr später, am 1. September 1888, wurde die in Richtung Toyohashi und Hamamatsu führende Teilstrecke der Tōkaidō-Hauptlinie eröffnet; seither ist Ōbu ein Trennungsbahnhof. Nach fast neun Jahrzehnten Betrieb baute die Japanische Staatsbahn den Bahnhof grundlegend um eröffnete am 1. September 1978 das heute bestehende Empfangsgebäude. Aus Rationalisierungsgründen stellte sie am 15. November 1982 den Güterumschlag ein, am 1. November 1986 auch die Gepäckabfertigung. Im Rahmen der Staatsbahnprivatisierung ging der Bahnhof am 1. April 1987 in den Besitz der neuen Gesellschaft JR Central über.